# NGC 2879
NGC 2879 est constitué de quatre étoiles rapprochées sur la sphère céleste situées dans la constellation de l'Hydre. L'astronome prussien Heinrich d'Arrest a enregistré la position de ces quatre étoiles le 27 février 1865.